# 亨利·勒孔特
亨利·勒孔特（法語：Henri Leconte，1963年7月4日—），法国男子网球运动员。他曾搭档雅尼克·诺阿获得1984年法国网球公开赛男子双打冠军。他也曾参加1988年和1992年夏季奥林匹克运动会。